# Skalka (rekreační středisko)
Skalka (také Skalka pri Kremnici) je rekreační středisko na středním Slovensku u města Kremnica v Banskobystrickém kraji. Jedná se o středisko zimní i letní rekreace.

## Poloha
Leží v Kremnických vrších na západním úpatí stejnojmenného vrchu (1232 m) v nadmořské výšce 1000 m. Nachází se v severovýchodním cípu okresu Žiar nad Hronom, vede sem silnice II/578 z Kremnice (cca 9 km severovýchodně od centra města).

## Vybavenost
Nachází se v něm 5 sjezdovek, 5 vleků a sedačková lanovka. Také se zde nacházejí běžkařské trasy. Nejznámějším lyžařskou akcí pořádanou na Skalce je Bílá stopa SNP. Ubytování poskytují horský hotel Skalka a horské chaty Minciar a Limba.

## Turistika
Rekreační středisko je významnou křižovatkou turistických stezek, setkávají se zde červeně, žlutě a modře značené cesty. Přes středisko vede Cesta hrdinů SNP.

## Přístup
- po  značce (Cesta hrdinů SNP) z Kremnických Baní přes Krahule
- po  značce po hřebeni ze sedla Tunel (křižovatka se žlutou a modrou značkou)
- po  značce z Fončordy přes Bystrické sedlo
- po  značce z Kremnice
- po silnici z Kremnice